# Johan Samuel Hagelström
Johan Samuel Hagelström, född omkring 1768 i Stockholm, var ett ryskt hovråd.
Johan Samuel Hagelström föddes i Stockholm av okända föräldrar och omhändertogs av sin barnmorska fru Hagelström, som bekostade hans uppfostran. Efter skolgång utbildade han sig till fältskär och tjänstgjorde som sådan i Uppsala och Uleåborg, men gjorde sig känd för sitt oroliga lynne. 1786 reste han till Ryssland där han anställdes som fältskär i ryska armén under kriget mot Turkiet. Genom personligt mot blev Hagelström uppmärksammad av det högre befälet, och vid återkomsten till Sankt Petersburg utnämndes han till kollegieassessor, samtidigt som han genom giftermål förvärvade en större förmögenhet. I slutet av 1790-talet vistades han i Stockholm. Efter återkomsten till Ryssland anslöt han sig till Göran Magnus Sprengtporten och Gustaf Wilhelm Ladau som arbetade för Finlands avskiljande från Sverige. I samband med utbrottet av Finska kriget erhöll han en hög befattning vid Fredrik Vilhelm von Buxhoevdens civilkansli, vilket leddes av Gustaf Wilhelm Ladau. Han sändes i början av mars 1808 till Mauritz Klingspor med en uppmaning att inställa fientligheterna och hemförlova trupperna, varvid stora förmåner skulle utgå till officerarna. Sin största betydelse fick han i samband med förhandlingarna som föregick Sveaborgs fall, där han tjänstgjorde som parlamentär. För sina insatser vid förhandlingarna tilldelades han Sankt Annas orden. Han skall ha gjort sig känd för brutalitet och hänsynslöshet i samband med pacificeringen av Finland. Enligt uppgift skall han även blivit adlad, under tiden i Finland använde han själv titeln "baron Ivan von Hagelstroem".